# Alejandro Alfaro
Alejandro Alfaro Ligero (La Palma del Condado, 23 novembre 1986) è un ex calciatore spagnolo, di ruolo centrocampista.

## Biografia
Figlio di Juan José Alfaro Pérez e Ana Ligero Cárdenas, Alejandro Alfaro è nato a La Palma del Condado, in Andalusia.
Ha una sorella maggiore di nome Ana, un fratello maggiore di nome Juan, anche lui calciatore in Segunda División B, e un fratello minore di nome Jesús, che milita nelle giovanili del Siviglia.
Il 10 luglio 2010 si è sposato a La Palma del Condado con una donna di nome Ana.

## Carriera

### Club
Alfaro inizia a giocare a calcio a 7 anni nel Siempre Alegres, una squadra di La Palma del Condado.
A 16 anni, nella stagione 2003-2004, lascia il Siempre Alegres per entrare nelle giovanili del Siviglia.
Nella stagione 2004-2005 gioca nel Sevilla FC Juvenil, in División de Honor, ed è allenato da Luis de la Fuente. Contemporaneamente, Manuel Jiménez Jiménez, allenatore del Sevilla Atlético, lo fa scendere in campo per sette volte in Segunda División B.
Nella stagione 2006-2007 contribuisce alla promozione del Sevilla Atlético in Segunda División con 35 presenze e 9 gol.
L'allenatore della prima squadra Juande Ramos lo fa esordire in Primera División il 30 aprile 2006 nella partita vinta 2-1 contro la Real Sociedad allo Stadio Anoeta, mandandolo in campo all'81 al posto di Jesús Navas.
Il 7 maggio entra nel secondo tempo al posto di Jesús Antonio Mora Nieto nella partita vinta 2-0 in casa del Málaga CF e colleziona la sua seconda e ultima presenza stagionale con la prima squadra.
Nella stagione 2006-2007 gioca 19 partite con la squadra allenata da Juande Ramos.
Il 23 novembre 2006 esordisce in Coppa UEFA nella partita del Girone C giocata in casa contro lo Sporting Braga, entrando in campo al 78' al posto di Adriano Correia Claro.
Il 28 gennaio segna il suo primo gol nella partita di campionato vinta 4-2 in casa del Levante e fornisce due assist.
In Coppa UEFA gioca 5 partite e in Coppa del Re colleziona cinque presenze e due gol. Il Siviglia si aggiudica entrambe le competizioni e in campionato arriva al terzo posto.
Nella stagione 2007-2008 colleziona 35 presenze e 7 gol in Segunda División con il Sevilla Atlético, che conclude il campionato al nono posto. Con la prima squadra gioca quattro partite e vince la seconda Coppa del Re.
Nel 2007 gioca anche quattro partite con la nazionale Under-21 spagnola e colleziona due partite e un gol con la selezione dell'Andalusia.
Nel 2008 viene ceduto in prestito per una stagione al Tenerife. Sotto la guida di José Luis Oltra, contribuisce alla promozione della squadra delle Isole Canarie giocando da titolare tutte le partite e realizzando 20 gol in 35 presenze. Con i 20 gol segnati diventa il secondo miglior marcatore del Tenerife dopo il compagno Nino, che segna 29 gol.
Nella stagione successiva partecipa agli allenamenti del precampionato con il Siviglia prima di tornare in prestito al Tenerife, dove è un idolo dei tifosi. In Primera División gioca 36 partite e segna 7 gol. Il Tenerife termina il campionato al penultimo posto e retrocede in Segunda División.
Nella stagione 2010-2011 torna al Siviglia con cui gioca 27 partite e segna 7 reti.
Nella partita di ritorno della Supercoppa spagnola persa 4-0 contro il Barcellona entra nel secondo tempo al posto di Luís Fabiano.
In campionato scende in campo 20 volte e segna due gol, in Europa League gioca due partite, realizzando una doppietta nella partita vinta per 4-0 contro il Karpaty Lviv.
In Coppa del Re, dove gli andalusi vengono eliminati in semifinale dai futuri vincitori del Real Madrid, segna 3 gol in quattro partite.
L'8 agosto 2011 passa al Maiorca con cui si lega per 5 anni.

### Nazionale
Ha giocato nella nazionale spagnola Under-21.

## Palmarès

### Club

#### Competizioni nazionali
- Coppa di Spagna: 1

Siviglia: 2006-2007
- Supercoppa di Spagna: 1

Siviglia: 2007

#### Competizioni internazionali
- Coppa UEFA: 2

Siviglia: 2005-2006, 2006-2007
- Supercoppa UEFA: 1

Siviglia: 2006